# Елховское лесничество
Елховское лесничество — деревня в Юрьев-Польском районе Владимирской области России, входит в состав Красносельского сельского поселения.

## География
Деревня расположена в 13 км на запад от райцентра города Юрьев-Польский.

## История
После Великой Отечественной войны деревня входила в состав Косинского сельсовета Юрьев-Польского района, с 2005 года — в составе Красносельского сельского поселения.

## Население
| 2002 | 2010 | 2021 |
| ---- | ---- | ---- |
| 0    | →0   | →0   |